# ألبرت برادبري
ألبرت برادبري (بالإنجليزية: Ebenezer Bradbury)‏ هو سياسي أمريكي، ولد في 31 يوليو 1793، وتوفي في 19 يونيو 1864. انتخب عضو مجلس نواب ماساتشوستس.